# Diametro sferico equivalente

A seconda della proprietà chimico-fisica considerata e del metodo di analisi impiegato nella determinazione del parametro si misureranno diametri sferici equivalenti anche sensibilmente differenti tra di loro.

Il diametro sferico equivalente di un oggetto di forma irregolare è il diametro di un'ipotetica sfera che rappresenta, per quanto riguarda una certa proprietà, l'equivalente dell'oggetto considerato. Tale parametro è spesso utilizzato nello studio delle proprietà tecnologiche di materiali granulari come le polveri. Il parametro sarà tanto più attendibile quanto più la forma delle particelle costituenti il materiale granulare in esame sarà approssimabile a una sfera perfetta, in caso contrario si avrà un errore di approssimazione molto elevato e il diametro sferico equivalente così determinato sarà poco indicativo nell'esecuzione delle analisi granulometriche.

## Tipi di diametro
Esistono diversi tipi di diametri sferici equivalenti che si differenziano in funzione della proprietà chimico-fisica considerata e del metodo di analisi impiegato nella determinazione del parametro.

### Diametro proiezione (da)

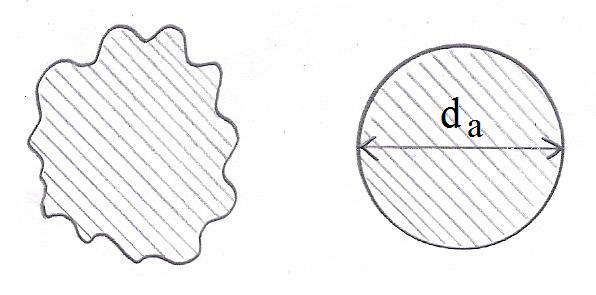
Superficie proiettata da una particella di forma irregolare e superficie ideale equivalente alla proiezione di diametro d_{a} (le due superfici sono equivalenti).

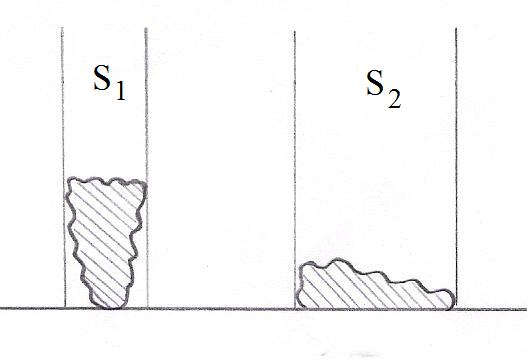
A seconda di come la particella si posiziona sul piano la superficie proiettata sarà diversa e quindi diverso sarà d_{a} (S_{1} è diverso da S_{2} e quindi anche i due valori di d_{a} risultanti). Per convenzione il d_{a} corretto è quello relativo alla superficie S proiettata dalla particella nella sua posizione di maggiore stabilità (nell'esempio S_{2}).

Il diametro proiezione (da) è un tipo di diametro sferico equivalente ottenuto per osservazione diretta al microscopio della particella. Il da è definito come il diametro del cerchio equivalente avente la stessa area superficiale della superficie proiettata perpendicolarmente al piano di appoggio dalla particella nella sua posizione di maggiore stabilità. Tendenzialmente si preferisce utilizzare altri tipi di diametro equivalente dal momento che il da risulta di difficile determinazione sia per le complesse modalità di esecuzione dell'analisi che per la scarsa accuratezza dell'analisi stessa e quindi dell'elevato errore sperimentale. L'utilizzo del microscopio e lo standard della posizione sul piano a maggiore stabilità sono parametri comuni anche per la determinazione di dF e dM.

### Diametro di Feret (dF)

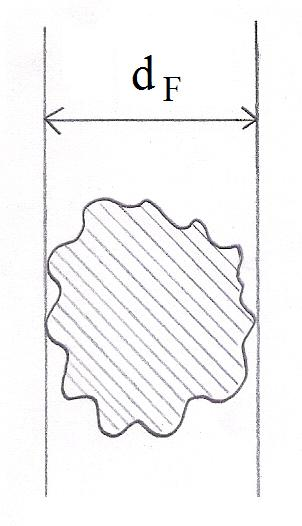
Diametro di Feret.

Il diametro di Feret (dF) è definito come la distanza tra le due parallele tangenti al perimetro dell'area proiettata dalla particella. Dal momento che per una singola particella possono essere determinati idealmente infiniti valori di dF si utilizza un valore medio. Tale valore medio si ottiene misurando un certo numero n di dF e calcolando la media aritmetica; i valori di dF finali sono quindi sempre i valori medi di una serie di misurazione effettuate. Anche nel caso del diametro di Feret, il parametro è poco utilizzato a favore di diametri equivalenti più significativi.

### Diametro di Martin (dM)

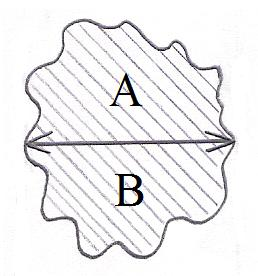
Diametro di Martin. La superficie A e la superficie B sono equivalenti.

Il diametro di Martin (dM) è definito come il segmento delimitato da due punti del perimetro (corda) tale per cui divide la superficie proiettata dalla particella in due superfici equivalenti, ovvero aventi la stessa area. Come nel caso della determinazione del diametro di Feret, anche in questo caso è necessario ottenere più valori di dM per calcolare la media aritmetica. A causa della scarsa precisione del metodo di analisi dM praticamente non è più utilizzato. Infine è importante considerare il fatto che nonostante le modalità di misura di da, dF e dM siano molto simili è possibile che possano presentare valori molto diversi tra loro se misurati per lo stesso campione di materiale granulare; questo per via della forte influenza che la forma delle particelle ha sull'esito delle misurazioni.

### Diametro volume (dV)
Il diametro volume (dV) è definito come il diametro di una sfera perfetta avente lo stesso volume della particella in analisi. Esistono diversi metodi analitici per la misurazione del dV tra cui degno di nota è il metodo del Coulter counter. Coi dati sperimentali ottenuti è possibile calcolare il volume delle particelle in esame.

### Diametro setaccio (dA)

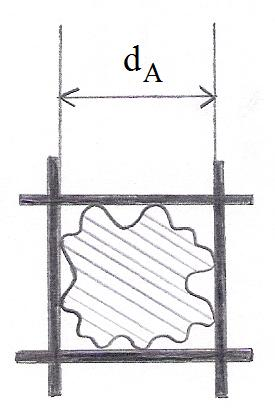
Particella avente lo stesso diametro sferico equivalente della maglia del setaccio utilizzato.

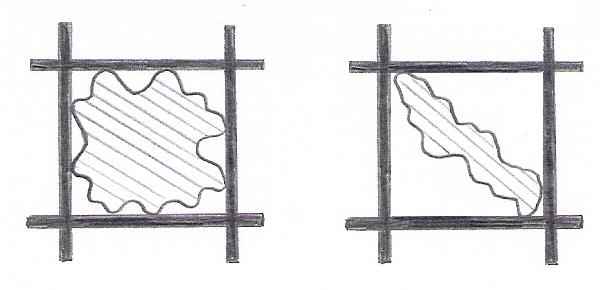
A particelle molto diverse tra loro può essere attribuito lo stesso d_{A} (errore di determinazione).

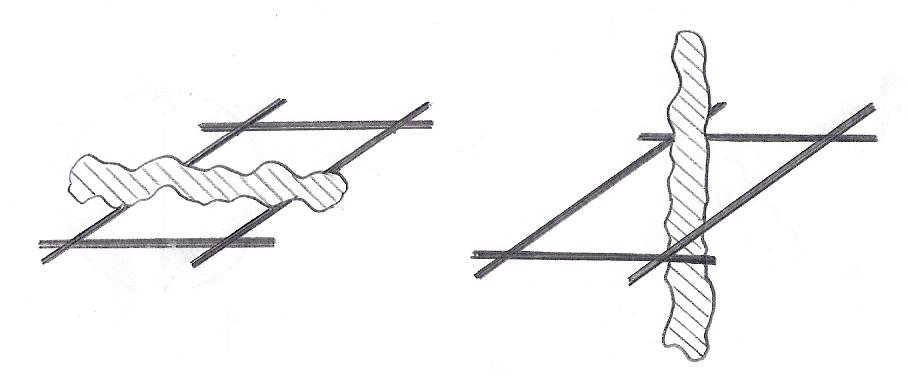
A seconda dell'orientamento durante la setacciatura alla stessa particella possono essere attribuiti d_{A} diversi (errore di determinazione).

Il diametro setaccio (dA o dsieve) è definito come il diametro di una sfera di riferimento che passa attraverso le aree quadrate delimitate dalle maglie di un setaccio. In questo caso la particella di forma irregolare viene approssimata a una sfera avente diametro pari alla larghezza delle maglie del setaccio attraverso cui passa la particella. Come visto nei casi precedenti, più la particella sarà isometrica (simile a una sfera perfetta) maggiore sarà l'accuratezza della misura. Per eseguire la misura sperimentale del dA è necessario l'utilizzo di una serie di setacci standard. Ogni setaccio della serie farà passare tutte le particelle con dA minore o uguale della distanza tra le maglie e tratterrà ogni particella con dA maggiore della distanza tra le maglie, pertanto bisogna eseguire la misura con diversi setacci della serie standard per ottenere il dA da attribuire alle particelle analizzate. Nonostante il dA sia un parametro molto utilizzato è comunque soggetto a possibili errori di determinazione spesso non trascurabili dovuti alla forma delle particelle o al loro orientamento casuale durante la setacciatura.